# 유록 (광록훈)
유록(有祿, ? ~ ?)은 전한 중기의 관료이다.

## 행적
정화 4년(기원전 89), 광록훈에 임명되었다.

## 출전
- 반고, 《한서》 권19하 백관공경표(百官公卿表) 下

| 전임 한열 | 전한의 광록훈 기원전 89년 ~ 기원전 86년? | 후임 장안세 |